# Eyralpenus diplosticha
Eyralpenus diplosticha är en fjärilsart som beskrevs av George Francis Hampson 1901. Eyralpenus diplosticha ingår i släktet Eyralpenus och familjen björnspinnare. Inga underarter finns listade i Catalogue of Life.